# Heike Makatsch

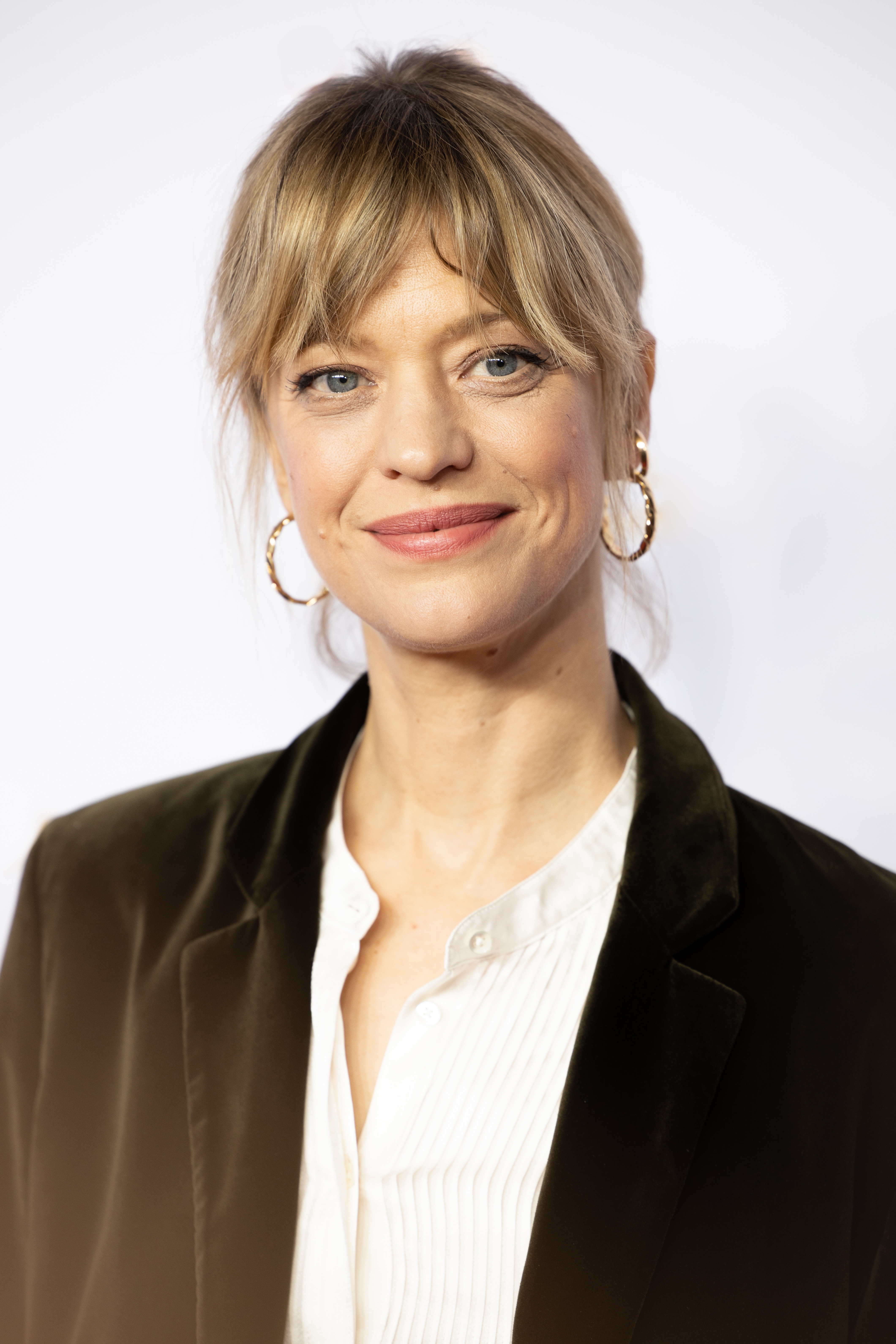
Heike Makatsch, 2020

Heike Makatsch (* 13. August 1971 in Düsseldorf) ist eine deutsche Schauspielerin, Sängerin, Synchronsprecherin, Hörbuchsprecherin, Autorin und Fernsehmoderatorin. In den 1990er-Jahren war sie als Moderatorin für Jugendsendungen erfolgreich und wurde im deutschsprachigen Raum zu einer Stilikone der Girlie-Mode. Inzwischen konnte sie sich als mehrfach ausgezeichnete Schauspielerin etablieren.

## Leben

### Frühe Jahre
Heike Makatsch kam 1971 in Düsseldorf als Tochter einer Grundschullehrerin und des deutschen Eishockey-Nationaltorwarts Rainer Makatsch zur Welt. Sie besuchte die Montessori-Grundschule, das Max-Planck-Gymnasium und studierte nach dem Abitur vier Semester Politik und Soziologie an der Universität Düsseldorf. Es folgte eine nicht abgeschlossene Ausbildung zur Schneiderin.
Ihre Fernsehkarriere begann 1993 beim Musiksender VIVA, bei dem sie unter anderem die Sendungen Interaktiv und Heikes Hausbesuch moderierte. Von August 1995 bis zum Sommer 1996 war sie Moderatorin von Bravo TV bei RTL II. 1997 wurde die wöchentliche Heike Makatsch Show im Spätprogramm von RTL II wegen geringer Einschaltquoten nach acht Folgen abgesetzt.

### Film und Fernsehen
Makatschs Karriere als Schauspielerin begann 1996 mit dem Film Männerpension von Detlev Buck. Für ihre Rolle in diesem Film wurde sie mit dem Bayerischen Filmpreis als beste Nachwuchsdarstellerin ausgezeichnet. Für den Film nahm sie eine Neuinterpretation von Tammy Wynettes Country-Song Stand by Your Man auf. In dem Science-Fiction-Film Resident Evil von 2002 verkörpert sie eine Wissenschaftlerin, die sich von einem Virus befallen in einen beißwütigen Zombie verwandelt. In Margarete Steiff von 2005 spielt sie die wegen Kinderlähmung auf einen Rollstuhl angewiesene Spielzeugbären-Fabrikantin gleichen Namens.

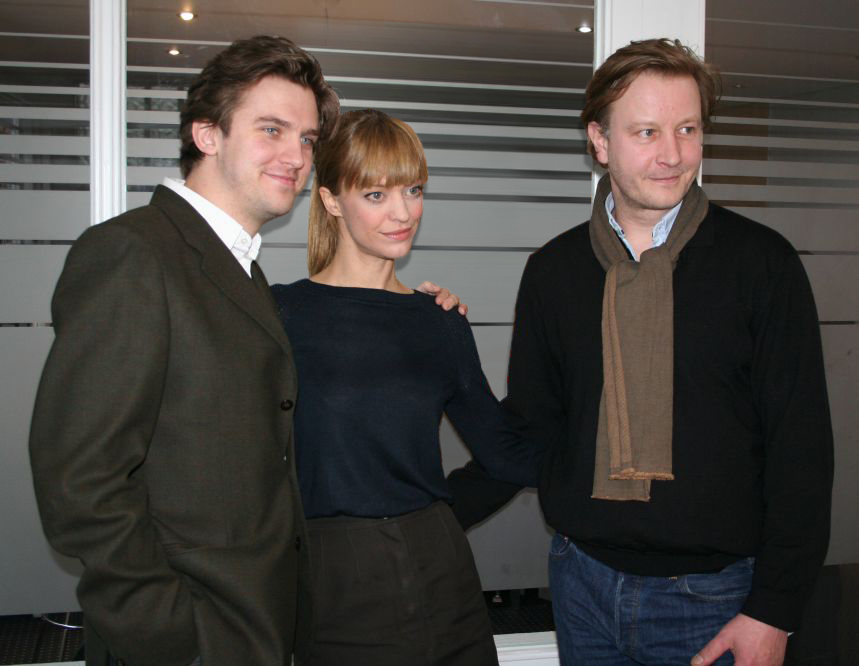
Heike Makatsch mit dem Schauspieler Dan Stevens (li.) und dem Regisseur Kai Wessel (re.) aus dem Ensemble von Hilde (2009)

2009 war sie in Hilde, einer Verfilmung von Hildegard Knefs Autobiografie Der geschenkte Gaul, in der Titelrolle zu sehen und verkörperte im Fernsehzweiteiler Dr. Hope Bridges Adams Lehmann – Hoffnung kann nicht sterben die Ärztin Hope Bridges Adams Lehmann. 2012 machte sie Werbung für eine Kosmetikfirma.
Für die Ausstrahlung an Ostern 2016 entstand ein Tatort-Special unter dem Titel Fünf Minuten Himmel mit Makatsch als Kommissarin Ellen Berlinger in Freiburg im Breisgau. Diese Rolle nahm sie in Tatort: Zeit der Frösche erneut auf; der Film wurde Ostern 2018 ausgestrahlt. Im Oktober 2021 wurde mit Tatort: Blind Date ihr dritter Fall als Kommissarin Ellen Berlinger gesendet, im Juni 2022 folgte In seinen Augen.
In der Musical-Verfilmung Ich war noch niemals in New York, die im Oktober 2019 in die deutschen Kinos kam, spielte sie neben Moritz Bleibtreu, Katharina Thalbach und Uwe Ochsenknecht eine der Hauptrollen als erfolgsverwöhnte Fernsehmoderatorin Lisa Wartberg.

### Engagement und Kontroversen
2006 unternahm Makatsch mit der Entwicklungshilfsorganisation Oxfam eine Reise nach Ghana und ist seitdem Oxfam-Botschafterin. Außerdem ließ sie sich unter anderem 2005 für die Kampagne Make Trade Fair fotografieren und spielte in zwei Videos zur Kampagne Steuer gegen Armut mit. Sie war Amnesty-International-Jurymitglied bei der Berlinale 2008. Außerdem unterstützt sie die Kampagne Steuer gegen Armut, die sich für die Einführung einer Finanztransaktionssteuer einsetzt. Zu diesem Thema spielte Makatsch zusammen mit Jan Josef Liefers die Hauptrolle in dem Kurzfilm Steuer gegen Armut. Eine gute Idee? Makatsch beteiligte sich im April 2021 zusammen mit 50 weiteren Schauspielern an der Initiative #allesdichtmachen, distanzierte sich nach aufkommender Kritik jedoch davon und zog ihren Videobeitrag zurück.

### Privates
Heike Makatsch lebt in Berlin-Prenzlauer Berg. Von 1996 bis 2004 führte sie eine Beziehung mit dem britischen Schauspieler Daniel Craig. Bei den Dreharbeiten zu Keine Lieder über Liebe lernte sie 2004 den Musiker Max Schröder kennen, mit dem sie zwei Töchter bekam. Ende 2014 erklärte Makatsch in einem Interview mit dem Magazin Nido, dass die Beziehung seit langem beendet sei, die Kinder aber weiter gemeinsam erzogen würden. Während der Dreharbeiten zur Tatort-Folge Fünf Minuten Himmel war sie schwanger, und 2015 kam ihre dritte Tochter zur Welt. Sie ist mit dem Schauspieler Trystan Pütter liiert, der der Vater dieses Kindes ist.

## Filmografie

### Moderation
- 1993: VIVA (Sendungen: Interaktiv, Heikes Hausbesuch)
- 1995: Bravo TV, RTL II
- 1997: Heike Makatsch Show, RTL II

### Kinofilme
- 1996: Männerpension
- 1997: Obsession
- 1998: Bin ich schön?
- 1998: Liebe deine Nächste!
- 1999: Aimée & Jaguar
- 1999: Die Häupter meiner Lieben
- 2000: Gripsholm
- 2000: The Announcement
- 2001: Late Night Shopping
- 2000: Ein göttlicher Job
- 2002: Resident Evil
- 2002: Nachts im Park
- 2002: Nackt
- 2003: Anatomie 2
- 2003: Tatsächlich… Liebe (Love Actually)
- 2004: Resident Evil: Apocalypse (Rückblende)
- 2005: Keine Lieder über Liebe
- 2005: Almost Heaven
- 2005: A Sound of Thunder
- 2005: Ein Haus in Irland (Tara Road)
- 2006: Hui Buh – Das Schlossgespenst
- 2006: Schwesterherz
- 2007: Mrs. Ratcliffe’s Revolution
- 2009: Hilde
- 2009: Die Tür
- 2011: Tom Sawyer
- 2012: Die Abenteuer des Huck Finn
- 2013: Die Bücherdiebin (The Book Thief)
- 2013: Sein letztes Rennen
- 2014: About a Girl
- 2014: Wir machen durch bis morgen früh
- 2014: Alles ist Liebe
- 2016: Rico, Oskar und der Diebstahlstein
- 2017: Fremde Tochter
- 2017: Das Pubertier – Der Film
- 2018: Das schönste Mädchen der Welt
- 2019: Benjamin Blümchen
- 2019: Ich war noch niemals in New York
- 2020: Gott, du kannst ein Arsch sein!

### Fernsehfilme und -serien
- 1998: Das Gelbe vom Ei
- 1999: Männer und andere Katastrophen
- 1999: Bonne Nuit
- 2000: Der Längengrad – Longitude
- 2001: Die Affäre Semmeling (Sechsteiler)
- 2003: Das Wunder von Lengede
- 2004: Familie auf Bestellung
- 2005: Margarete Steiff
- 2008: Schade um das schöne Geld
- 2009: Dr. Hope – Eine Frau gibt nicht auf
- 2012: Die Heimkehr
- 2012: Sechzehneichen
- 2016: Zweimal zweites Leben
- 2016: Tatort: Fünf Minuten Himmel
- 2018: Tatort: Zeit der Frösche
- 2019: Zielfahnder – Blutiger Tango
- 2020: 9 Tage wach
- 2021: Zero
- 2021: Tatort: Blind Date
- 2022: Herzogpark (Miniserie)
- 2022: Tatort: In seinen Augen
- 2022: Slava der Hund (Spielfilm Deutschland/Polen)
- 2023: Intimate
- 2023: Der König von Palma
- 2023: Tatort: Aus dem Dunkel
- 2023: German Genius (Fernsehserie)
- 2024: Where’s Wanda? (Fernsehserie)
- 2025: Wer stiehlt mir die Show? (Fernsehsendung)

### Synchronrollen
- 1999: Tarzan als Terk
- 2009: Der Grüffelo (The Gruffalo) als Mutter Eichhörnchen für Helena Bonham Carter
- 2011: Das Grüffelokind (The Gruffalo’s Child) als Mutter Eichhörnchen für Helena Bonham Carter
- 2016: The Jungle Book als Raksha für Lupita Nyong’o
- 2018: Peter Hase (Peter Rabbit) als Flopsi Hase für Margot Robbie

## Diskografie

### Alben
- 1997: Obsession (Musik zum Film Obsession)
- 2005: Almost Heaven (zum Film Almost Heaven)
- 2009: Hilde (Musik zum Film Hilde)
- 2009: Die schönsten Kinderlieder (mit Max Schröder an den Instrumenten)

### Singles
- 1996: Stand By Your Man (zum Film Männerpension)
- 1997: This Girl Was Made for Loving (mit Dirk Felsenheimer, zum Film Obsession)
- 1999: Fifty Ways to Leave Your Lover (zum Film Die Häupter meiner Lieben)
- 2015: Was hast du heut’ so gemacht (mit derhundmarie, erschienen auf Various Artists – Gute Nacht Sterne)[13]

## Werke
- Keine Lieder über Liebe – Ellens Tagebuch. KiWi, Köln 2005, ISBN 3-462-03602-5.

## Hörbücher (Auswahl)
gelesen von Heike Makatsch:
- Pamela L. Travers: Mary Poppins. Kein & Aber, 2001, ISBN 978-3-0369-1312-4.
- Ronald Reng: Gebrauchsanweisung für London. Roof Music, 2004, ISBN 978-3-936186-63-5.
- Paul Stewart und Chris Riddell: Fergus Crane auf der Feuerinsel. Patmos audio, 2006, ISBN 978-3-491-24130-5, (Auszeichnungen: hr2-Hörbuchbestenliste).
- Astrid Lindgren: Geschichten von Pippi Langstrumpf. Oetinger Audio, 2007, ISBN 978-3-8373-0344-5.
- Kurt Tucholsky: Schloß Gripsholm. Diogenes, 2007, ISBN 978-3-257-80064-7.
- Otfried Preußler: Die kleine Hexe. Der Audio Verlag, 2009, ISBN 978-3-89813-903-8.
- Kurt Held: Die rote Zora und ihre Bande. Sauerländer audio, 2013, ISBN 978-3-8398-4624-7, (Auszeichnungen: Grandios-Siegel des Magazins Bücher, Longlist Deutscher Hörbuchpreis 2014, Shortlist HÖRkulino 2014, Auditorix-Siegel 2014).
- Hans Christian Andersen: Die kleine Meerjungfrau. In der Edition Andersens Märchen. Sauerländer audio, 2013, ISBN 978-3-8398-4502-8.
- Fredrik Vahle: Die fabelhafte Geschichte von Anne Kaffeekanne. Sauerländer audio, 2014, ISBN 978-3-8398-4679-7.
- Heike Makatsch: Katzenwäsche. Auf Various Artists – Gute Nacht Sterne (CD). Sony Music Entertainment Germany.[13]
- Laura Wood: Poppy Pym und der gestohlene Rubin. Sauerländer audio, 2016, ISBN 978-3-8398-4855-5.
- Alex Wedding: Ede und Unku. Media Net-Edition, Kassel 2015, ISBN 978-3-939988-08-3.
- J.K. Rowling: Der Ickabog. Der Hörverlag, 2020, ISBN 978-3844541878 (Audible).
- Roald Dahl: Matilda. Der Hörverlag, 2022, ISBN 978-3-8445-4630-9.

## Auszeichnungen
- 1995: Bravo Otto TV Star weiblich in Gold
- 1995: Telestar Förderpreis für Interaktiv (VIVA)
- 1996: Bayerischer Filmpreis – Darstellerpreis (Nachwuchs)
- 1996: Bambi (Männerpension)
- 2000: DIVA-Award (Deutscher Videopreis)
- 2001: Deutscher Shooting Star des europäischen Films
- 2002: Goldene Kamera in der Kategorie Beste deutsche Schauspielerin
- 2003: Bambi (Das Wunder von Lengede)
- 2004: Adolf-Grimme-Preis (Das Wunder von Lengede)
- 2006: Bambi – Beste Schauspielerin national für ihre überragenden Leistungen in der Rolle der Margarete Steiff
- 2006: Bayerischer Fernsehpreis – Beste Schauspielerin im Bereich Fernsehspiel für Margarete Steiff
- 2020: Romy in der Kategorie beliebteste Schauspielerin Kino/TV-Film

### Nominierungen (Auswahl)
- 2006: Emmy für die Darstellung der Margarete Steiff